# Mont Tullu Dimtu
Tullu Dimtu (Afan Oromo: Tulluu Diimtuu) amb 4.389 m, és un dels pics més alts d'Etiòpia després del Ras Dashen, tanmateix la seva prominència és relativament baixa per la seva localització dins l'Altiplà Sanetti.
Tullu Dimtu és part de la serralada Bale a la Regió Oròmia del sud-est d'Etiòpia, es troba al Parc Nacional de les Muntanyes Bale.